# Marie Vojtěcha Hasmandová
Ctihodná Matka Marie Vojtěcha Antonie Hasmandová (25. března 1914 Huštěnovice – 21. ledna 1988 Znojmo-Hradiště) byla moravská katolická řeholnice, generální představená Kongregace Milosrdných sester sv. Karla Boromejského (1970–1988).

## Život

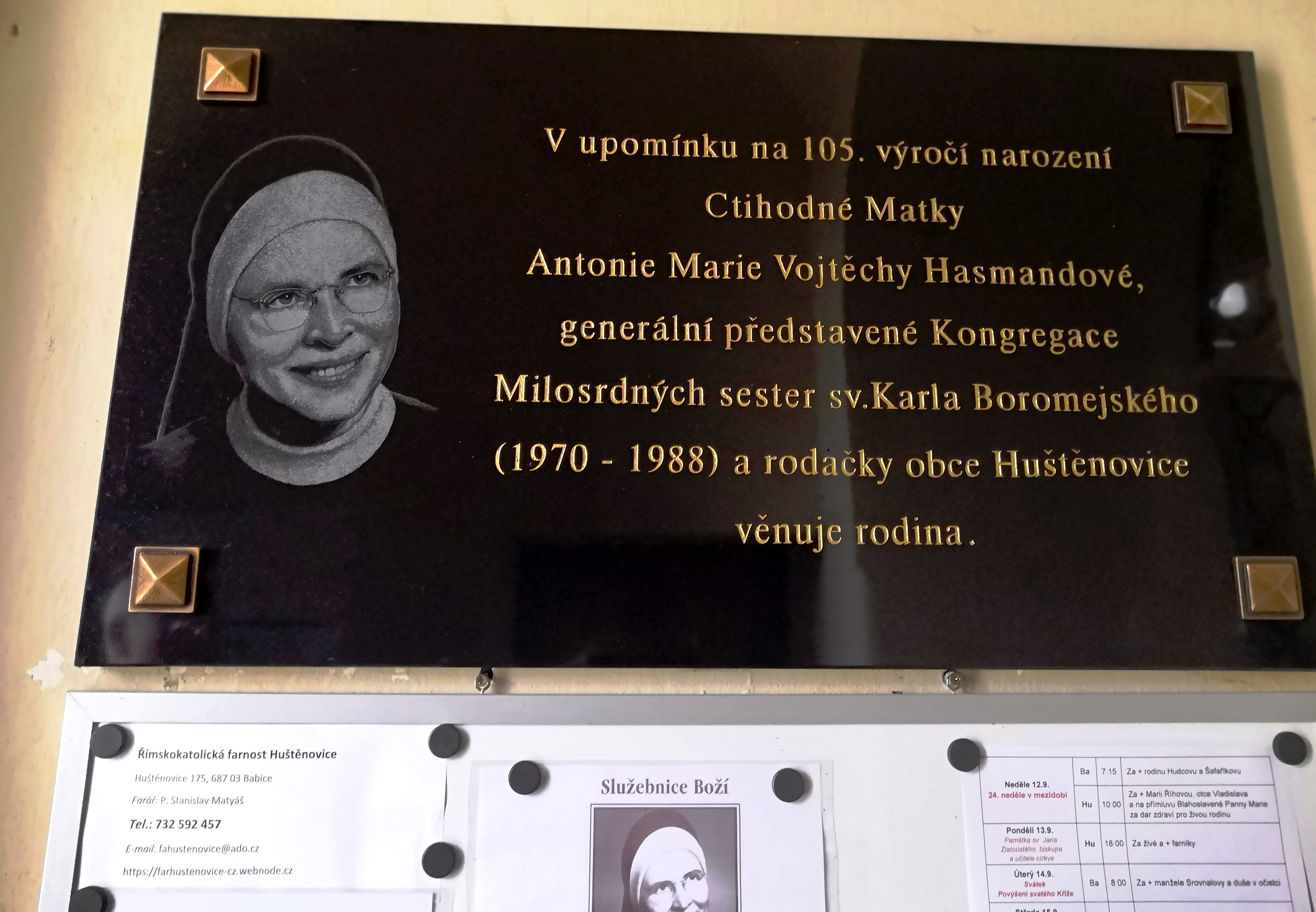
Pamětní deska Marie Vojtěchy v kostele sv. Anny v rodných Hustěnovicích

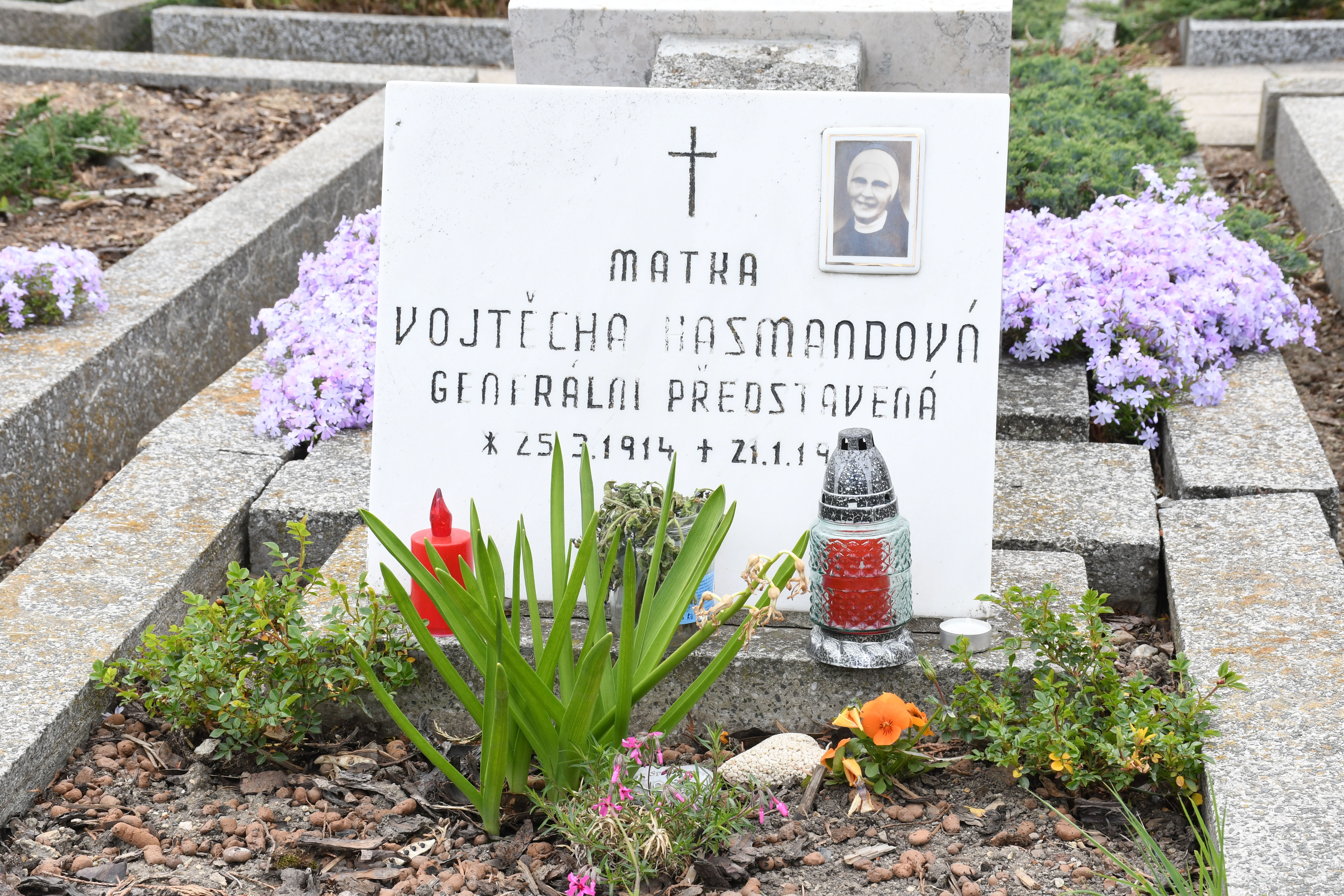
Náhrobek Matky Marie Vojtěchy Hasmandové na hřbitově v Hradišti

Antonie Hasmandová se narodila 25. března 1914 v Huštěnovicích (okres Uherské Hradiště) jako páté ze šesti žijících dětí v katolické rodině vyučeného řezníka a hospodařícího zemědělce Floriána Hasmandy a jeho manželky Rosálie, rozené Chrástkové, původem z tamní pekařské rodiny. V necelých 6 letech jí matka zemřela po porodu nejmladšího dítěte, syna Vojtěcha. Antonie vyrůstala v hluboce věřící harmonické rodině, k prvnímu svatému přijímání šla 12. května 1923 v Huštěnovicích a 31. května 1926 přijala svátost biřmování a biřmovací jméno Ludmila. Ve 13 letech odešla z domova a 6. července 1927 vstoupila jako školní čekatelka do kláštera boromejek ve Frýdlantě nad Ostravicí.
V letech 1929–1933 navštěvovala Učitelský ústav u Sv. Anny v Praze v Ječné ulici 27, první českou dívčí střední školu v zemi, kterou vedly a v níž vyučovaly chudé školské sestry de Notre Dame, duchovním (spirituálem) školy byl až do roku 1931 budoucí kardinál Josef Beran. Antonie Hasmandová studium zakončila úspěšnou maturitou.
Dne 14. srpna 1933 oslavila obláčku a přijala řeholní jméno Marie Vojtěcha. Po absolvování noviciátu v mateřinci v Praze složila 15. srpna 1935 první sliby a poté 19. března 1940 věčné sliby.
Za druhé světové války Vojtěcha působila nejdříve jako učitelka v Třeboni, dále ve Frýdlantě (1941–1942) a poté jako ošetřovatelka v nemocnici ve Slaném. Po válce byla ředitelkou školy v Brně-Líšni (1945–1949), a poté působila asi rok v mateřinci boromejek v Praze Pod Petřínem.
V roce 1950 byla jmenována představenou Neumannea v Prachaticích. Na pokyn matky představené zde poskytla azyl mladému knězi – františkánovi Remigiu Jančovi, který při zrušení klášterů unikl zatčení, skrýval se před Státní bezpečností a dělal sestrám boromejkám tajného kněze. Po udání za to byli oba roku 1952 zatčeni. Vojtěcha byla ve vykonstruovaném procesu 19. září 1953 odsouzena Krajským soudem v Českých Budějovicích k 8 letům vězení za údajnou špionáž a velezradu. V průběhu věznění onemocněla tuberkulózou a její zdraví se celkově velmi zhoršilo. Dne 10. května 1960 byla z věznice v Pardubicích propuštěna na všeobecnou amnestii, jen 4 měsíce před vypršením celého trestu.
V letech 1960–1970 sestra Vojtěcha působila v Charitním domě ve Vidnavě, od roku 1969 jako představená vidnavské komunity sester boromejek. Dne 8. července 1970 byla zvolena generální představenou kongregace. V této funkci kromě usilovné duchovní služby a organizační činnosti přepracovala konstituci kongregace, aby lépe odpovídala závěrům Druhého vatikánského koncilu a požadavkům kladeným na kongregaci v moderním světě. V této funkci cestovala dvakrát do Říma, a ve Vatikánu se na audienci setkala nejprve s papežem Pavlem VI., později také s Janem Pavlem II. Do roku 1965, kdy dostala novou amnestii žila pod dohledem Státní tajné bezpečnosti. V roce 1972 byl anulován trest stanovený soudem v roce 1953.
V říjnu 1987 sestra Marie Vojtěcha vážně onemocněla, posléze bylo onemocnění diagnostikováno jako zhoubný nádor na plicích. Zemřela 21. ledna 1988 ve Znojmě-Hradišti, pohřbena byla 28. ledna 1988 na místním hřbitově. Na tomto hřbitově je rovněž krypta proboštů řádu křižovníků s červenou hvězdou (proboštství založené ve středověku zde existuje u místního římskokatolického kostela dodnes). Poslední z proboštů tam zemřel a byl pohřben v roce 1971. V oddělení hrobů sester boromejek je též pochováno několik kněží, např. P. MUDr. Otto Opálka.

## Proces svatořečení
Sestra Marie Vojtěcha zaujímá mezi českými řeholnicemi pronásledovanými komunistickým režimem nejvýznamnější místo mučednice. Nejenže se dlouhodobě obětovala pro víru, lásku a spravedlnost, ale také stála v čele organizovaného společenství sester, které vedla. Svým učitelským a zdravotnickým působením dokázala mnoha lidem pomoci či uzdravit je.
Dne 29. listopadu 1996 byl na popud brněnského biskupa Vojtěcha Cikrleho zahájen proces jejího svatořečení, jehož postulátorem u papežského stolce byl až do své smrti Mons. ThDr. Josef Laštovica, od roku 2012 sestra M. Remigie Češíková. V jubilejním roce čtvrtstoletí od smrti Matky Vojtěchy (2013) a sta let od jejího narození (2014) proběhla ve více než dvaceti místech jejího působení putovní výstava o jejím životě a díle. Putovní výstava o Matce Vojtěše byla zahájena od 20. ledna 2013 pod názvem Statečný svědek víry. Nepřetržitě putovala po České republice. Po dvou letech navštívila kolem 60 míst. V italské verzi byla vystavena v Římě na několika místech a v Miláně. V září roku 2013 proběhla konference o jejím životě a odkazu v Brně na biskupském gymnáziu a v Miláně na Univerzitě Sacro Cuore, při příležitosti 25 výročí pádu totality.
Dne 6. prosince 2014 uznal papež František její heroické ctnosti a prohlásil ji za ctihodnou.

### Knihy
- ČEŠÍKOVÁ, Remigie Anna. Matka Vojtěcha služebnice Boží, Statečný svědek víry. Praha: Řád, 2013.
- ČEŠÍKOVÁ, Remigie Anna. Vedena Duchem Svatým. Kostelní Vydří: Karmelitánské nakladatelství, 2014. 168 s. ISBN 978-80-7195-856-7.
- FASORA, Lukáš; HANUŠ, Jiří; MALÍŘ, Jiří, a kol. Člověk na Moravě ve druhé polovině 20. století. Brno: Centrum pro studium demokracie a kultury, 2011. 348 s. ISBN 978-80-7325-244-1.
- HASMANDOVÁ, Vojtěcha. Jsem v dlani Boží, dopisy z vězení. Brno: Cesta, 2013.
- HOLKOVÁ, Marie. Matka Vojtěcha : vyprávění o velké služebnici Boží. 1. vyd. Brno: Cesta, 1992. 183 s. Dostupné online. ISBN 80-85319-24-1.
- KRUPKOVÁ, Inviolata. Láska smrtí nekončí : život Matky Vojtěchy Hasmandové. 4. vyd. Kostelní Vydří: Karmelitánské nakladatelství, 2013. 85 s. ISBN 978-80-7195-704-1.
  - vyšlo též slovensky: KRUPKOVÁ, Inviolata. Láska smrťou nekončí. Trnava: Dobrá kniha, 2008. 129 s. ISBN 978-80-7141-617-3.
- LAŠTOVICA Josef, ČEŠÍKOVÁ Remigie: Novéna se služebnicí Boží matkou Vojtěchou Hasmandovou, SCB, Karmelitánské nakladatelství Kostelní Vydří 2010, stran 42.
- LAŠTOVICA, Josef, ČEŠÍKOVÁ, Remigie: Novéna so ctihodnou Matkou Vojtechou Hasmandovou, Praha: Karmelitánské nakladatelství, 2018. 44 s. ISBN 978-80-7566-034-3.

### Audiokazety
- ŠOTOLOVÁ Marie: Věrná až k smrti

### Výstavy
- V přízemí Neumannea v Prachaticích se nachází Galerie Matky Vojtěchy s trvalou výstavou o jejím životě a díle.[2]